# Estación de Parque das Cidades
La Estación Ferroviária de Parque das Cidades, igualmente conocida como Estación del Parque das Cidades, es una plataforma ferroviaria de la Línea del Algarve, que sirve a la localidad de São João da Venda y el Estadio Algarve, en el Distrito de Faro, en Portugal.

## Características
Esta plataforma disponía, en 2007, de un sistema de información al público, que era realizada desde la Estación de Faro. En 2009, poseía dos vías de circulación, ambas con 396 metros de longitud útil, y dos plataformas, teniendo cada una 150 metros de extensión y 90 centímetros de altura. En enero de 2011, ya habían sido modificadas las vías, que pasaron a contar, cada una, con 414 metros de longitud; ambas plataformas fueron rebajadas a 70 centímetros de altura, no habiendo sufrido modificaciones en la longitud.

## Historia

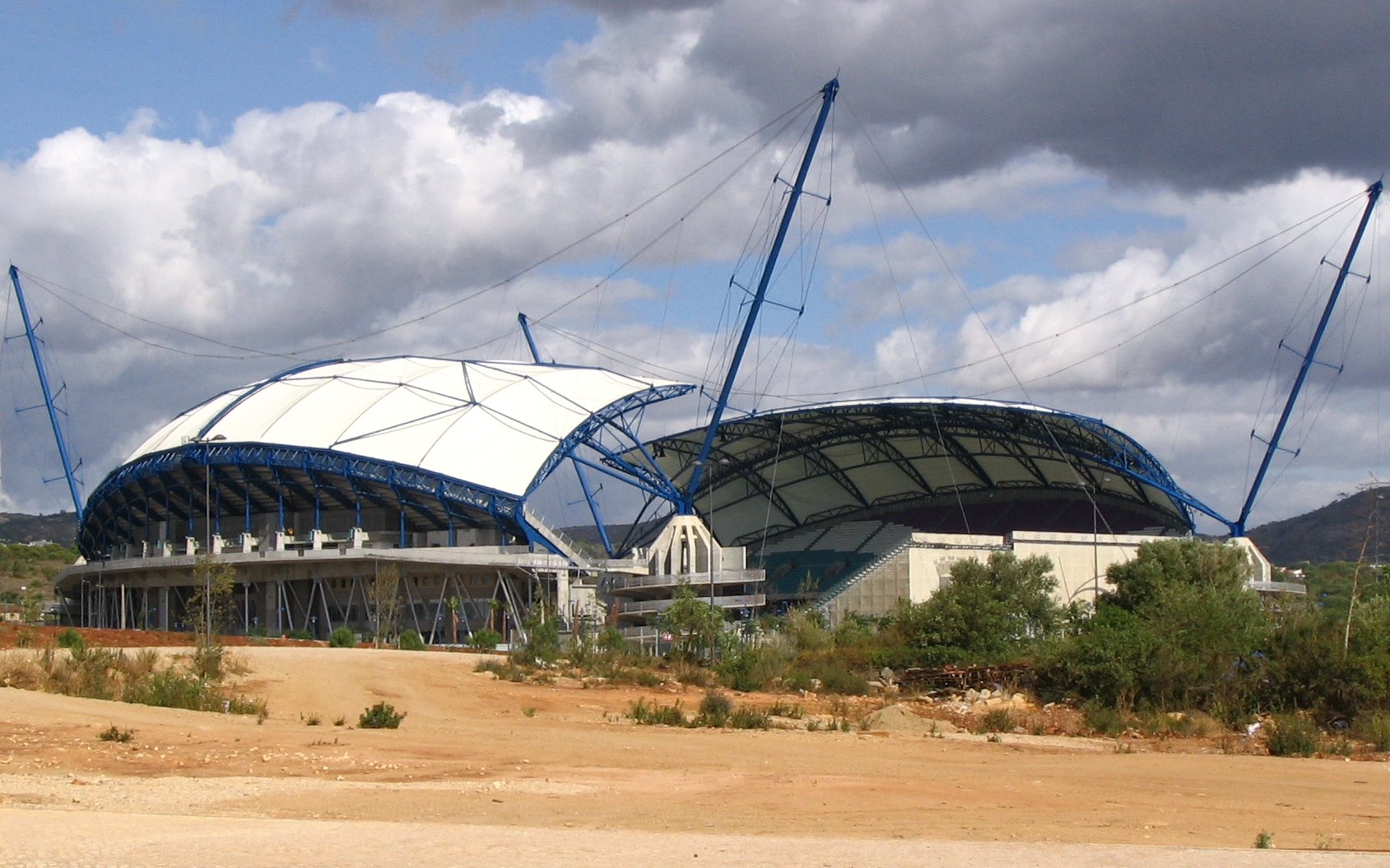
Estadio Municipal del Algarve

Esta infraestructura fue construida en el kilómetro 332 de la Línea del Algarve, habiéndose concebido el proyecto en 2000 por Dante Macedo y Concepción Machado. El tramo en el cual esta plataforma se inserta fue inaugurado el 1 de julio de 1889.
Entró en servicio en 2004, para servir el Estadio Algarve. Uno de los objetivos de esta plataforma fue reducir el uso del transporte vial como medio de desplazamiento para los usuarios del Estadio, minimizando, así, problemas de estacionamiento y de congestionamento de tráfico. Esta estación tuvo un gran protagonismo durante el Campeonato Europeo de Fútbol de 2004, pues fue utilizada como plataforma para los espectadores de los juegos, habiéndose registrado, en ese momento, una mayor frecuencia de servicios en esta estación.